# The Chambers Brothers

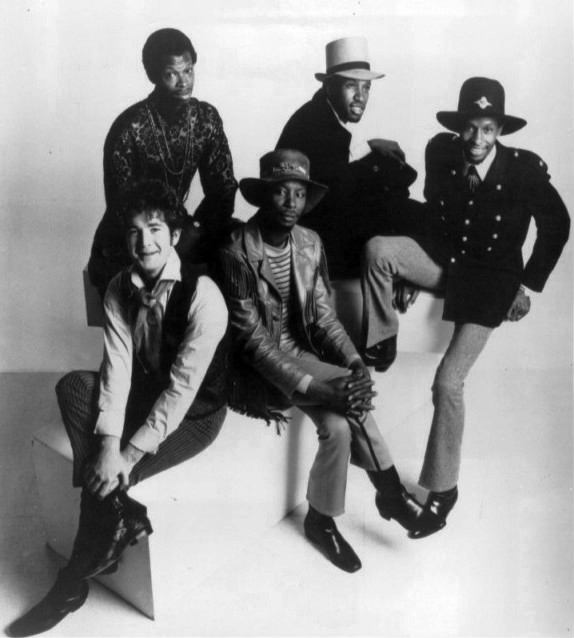
The Chambers Brothers em 1970

The Chambers Brothers são uma banda americana de soul psicodélico, mais conhecida por seus onze minutos do hit "Time has Come Today" de 1968. O grupo foi parte da onda de música nova integrado-Americano de blues e gospel tradições com elementos de rock moderno psicodélico. A sua música tem sido mantida vivo por meio do uso pesado em trilhas sonoras de filmes.

## Carreira
Originalmente de Cartago, Mississippi, os Irmãos Chambers aperfeiçoaram suas habilidades como membros do coro em sua igreja Batista. Essa organização terminou em 1952, quando o irmão mais velho George foi convocado para o Exército. George mudou-se para Los Angeles após sua alta, e seus irmãos logo se estabeleceram lá também. Como quarteto, eles começaram a tocar gospel e folk na região sul da Califórnia em 1954, mas permaneceram mais ou menos desconhecidos até aparecerem em Nova York em 1965.
Composta por George (26 de setembro de 1931 a 12 de outubro de 2019) no baixo da banheira (posteriormente no baixo Danelectro), Lester (13 de abril de 1940) na gaita e Willie (3 de março de 1938) e Joe ( b) em 22 de agosto de 1942) no violão, o grupo começou a se aventurar fora do circuito gospel, tocando em cafés que agendavam atos folclóricos. Eles tocaram em lugares como The Ash Grove, um clube folclórico muito popular de Los Angeles. Tornou-se um de seus lugares favoritos e os colocou em contato com Hoyt Axton, Ramblin 'Jack Elliott, Reverendo Gary Davis e Barbara Dane. Dane se tornou um grande apoiador, tocando e gravando com os irmãos. Com a adição de Brian Keenan (28 de janeiro de 1943 - 5 de outubro de 1985) na bateria, Dane levou-os em turnê com ela e apresentou-os a Pete Seeger, que ajudou a colocar os Chambers Brothers na lista do Festival Folclórico de Newport de 1965. Uma das músicas que eles tocaram, "I Got It", apareceu no LP de compilação do Newport Folk Festival 1965, lançado pela gravadora Vanguard.
Eles estavam se tornando mais aceitos na comunidade folclórica, mas, como muitos no circuito folclórico, procuravam eletrificar suas músicas e desenvolver um som mais rock and roll. Joe Chambers lembrou em um artigo da Goldmine em maio de 1994 que as pessoas no Newport Folk Festival estavam quebrando cercas e correndo para o palco. "Newport nunca tinha visto ou ouvido algo assim." Depois que o grupo terminou e a multidão finalmente se acalmou, o MC apareceu e disse "Se você conhece ou não, isso foi rock 'n' roll". Naquela noite, eles tocaram em uma festa pós-concerto para artistas do festival e foram a uma sessão de gravação do recém-eletrificado Bob Dylan. Logo após aparecer em Newport, o grupo lançou seu álbum de estréia, People Get Ready.

## Discografia

### Álbuns de estúdio
- The Time Has Come (1967)[1]
- A New Time – A New Day (1968)[2]
- Shout (1968)[3][4]
- Love, Peace And Happiness/Live At Bill Graham's Fillmore East (1969)[5]
- Feelin' the Blues (1970)[6]
- New Generation (1971)[7]
- Unbonded (1974)[8]
- Right Move (1975)[9]